# Ренли Баратеон
Ренли Баратеон е измислен герой от поредицата Песен за огън и лед от фантастичните романи на американския автор Джордж Р. Р. Мартин и неговата телевизионна адаптация Игра на тронове
Ренли се появява за първи път в „Игра на тронове“ 1996 г. Ренли е най-малкият от тримата синове на лорд Стефон Баратеон и Касана Естермонт и по-малкият брат на Робърт и Станис Баратеон. Той е лорд на Бурен край.
Хомосексуалните отношения на Ренли с Лорас Тирел се споменават в книгите и са ясно очевидни в сериала.
Ренли Баратеон е изобразен от Гетин Антъни в серила на HBO Игра на тронове.

## Описание
Ренли Баратеон е по-малкият брат на крал Робърт и Станис.Той е красив и харизматичен мъж, който печели приятели лесно, което го прави популярен сред обикновените хора. Смята се че той изкючително много прилича на по-голямия си брат Робърт, марак че е по-нисък и по-слаб, наследява височината и черния цвят на косата на рода Баратеон. Въпреки че е харесван и харизматичен, много могъщи лордове в двора тайно го смятат за суетен и несериозен. Ренли има хомосексуално връзка с Лорас Тирел
Ренли няма гледна точка в романите, така че неговите действия са свидетелни и тълкувани през очите на други хора, като Нед и Кейтлин Старк.

## Сюжетни линии
Ренли Баратеон е най-малкият от братята Баратеон и господар на Бурен край. Той е описан като красив и харизматичен човек който се сприятелява бързо. След като Робърт умира, Ренли се обявява за крал на седемте кралства в „Сблъсък на крале“ печели подкрепата на знаменосците на Баратеон, тъй като той е техният лорд Парамаунт, подписва споразумения с домът Тирел, като той се омъжва за Марджъри Тирел. Преди той да успее да нападне столицата той разбира че брат му Станис е нападнал Бурен край. Той тръгва с армията си възнамерявайки да убие брат си в битка, и отказва предложението му да стане него наследник. Преди битката той е убит същество в сянка направено от Мелисандра.

## ТВ адаптация
Ренли Баратеон е изигран от британския актьор Гетин Антъни в сериала на HBO Игра на тронове.

### Сезон 1
Ренли Баратеон, Лорд на Бурен край е най-малкият брат на крал Робърт.Той е популярен сред хората, защото е красив и весел. Той не обича да се бие или да пролива кръв и по-скоро предпочита приятели, отколкото да убива враговете си. Той е любовник на Лорас Тирел, рицарят на цветята, който го убеждава, че тези качества го правят по-добър владетел от по-големите му братя. След като Джофри става крал и Нед е екзекутиран, Ренли оспорва претенциите на своя племенник за трона.

### Сезон 2
Ренли се обявява за крал на Седемте кралства по време на сезон 2 и печели подкрепата на знаменосците на рода Баратеон така и на други домове. Той също така сключва съюз с могъщият дом Тирел, като се жени за Марджъри. Той бавно води своята масивна армия през южната част на Вестерос пилеейки времето си.Кейтлин Старк се опитва да убеди Ренли и Станис да оставят настрана различията си и да се обединят срещу Ланистър, но това не става, тъй като нито един от двамата братя не се отказва от претенциите си за трона. Нощта преди битката на неговата армия и тази на брат му, Ренли се съгласява да позволи на Роб Старк да запази титлата „Крал на Севера“ и да управлява Севера и речните земи, но при условие, че се закълне във вярност на Ренли като законен крал седящ на Железния трон. Преди Кейтлин да започне официалните преговори Ренли е убит от Мелисандра която ражда демон в сянка и го изпраща да убие Ренли, за да го отстрани от пътя на Станис.

### Сезон 5
По-късно за Ренли е отмъстено в края на 5 сезон когато Бриен от Тарт убива брат му Станис след битката край Зимен хребет като злобно казва на Станис, че Ренли е законният крал.